# Leptophyes iranica
Leptophyes iranica är en insektsart som först beskrevs av Willy Adolf Theodor Ramme 1939.  Leptophyes iranica ingår i släktet Leptophyes och familjen vårtbitare. Inga underarter finns listade i Catalogue of Life.